# مکروه
مکروه در لغت به معنای ناپسند، ناخوشایند و ناگوار است و در اصطلاح فقه اسلام، عملی است که ترک آن مطلوب است و پاداش دارد ولی انجامش عذاب ندارد. مانند:پوشیدن لباس سیاه در نماز یا خوردن گوشت اسب یا الاغ. تعداد مکروهات قابل احصاء نیست چه ترک هر مستحبی خود مکروه تلقی می‌گردد.